# Li Wenlong
Pour les articles homonymes, voir Li.
Dans ce nom chinois, le nom de famille, Li, précède le nom personnel.
Li Wenlong (en chinois : 李文龙) est un patineur de vitesse sur piste courte chinois.

## Biographie
Il naît le 4 février 2001 à Fushun. Il est entraîné par Kim Sun-Tae et Viktor Ahn. Li Wenlong commence le short-track en avril 2012 à Qingdao.
En 2018, il reçoit le titre d'athlète d'élite de classe nationale de la part de l'administration générale du sport en Chine. L'année suivante, il est cinquième des championnats du monde junior au 500 mètres et neuvième au 1500 mètres, remportant le relais masculin.
Il participe aux épreuves de patinage de vitesse sur piste courte aux Jeux olympiques de 2022 sur le 1000 mètres et le relais masculin,. Dans la saison de coupe du monde qui précède, il a reçu une médaille d'argent au relais masculin. Lors des qualifications nationales, il se qualifie lors de la deuxième des trois manches.